# Hans Lehmann (Unternehmen)
Die Hans Lehmann KG wurde 1926 gegründet und ist als Reederei in der weltweiten Fahrt aktiv. Zudem schlägt sie als Hafenbetrieb Güter und Waren auf vier eigenen Terminals im Hafen ihrer Heimatstadt Lübeck um.

## Hans Lehmann KG

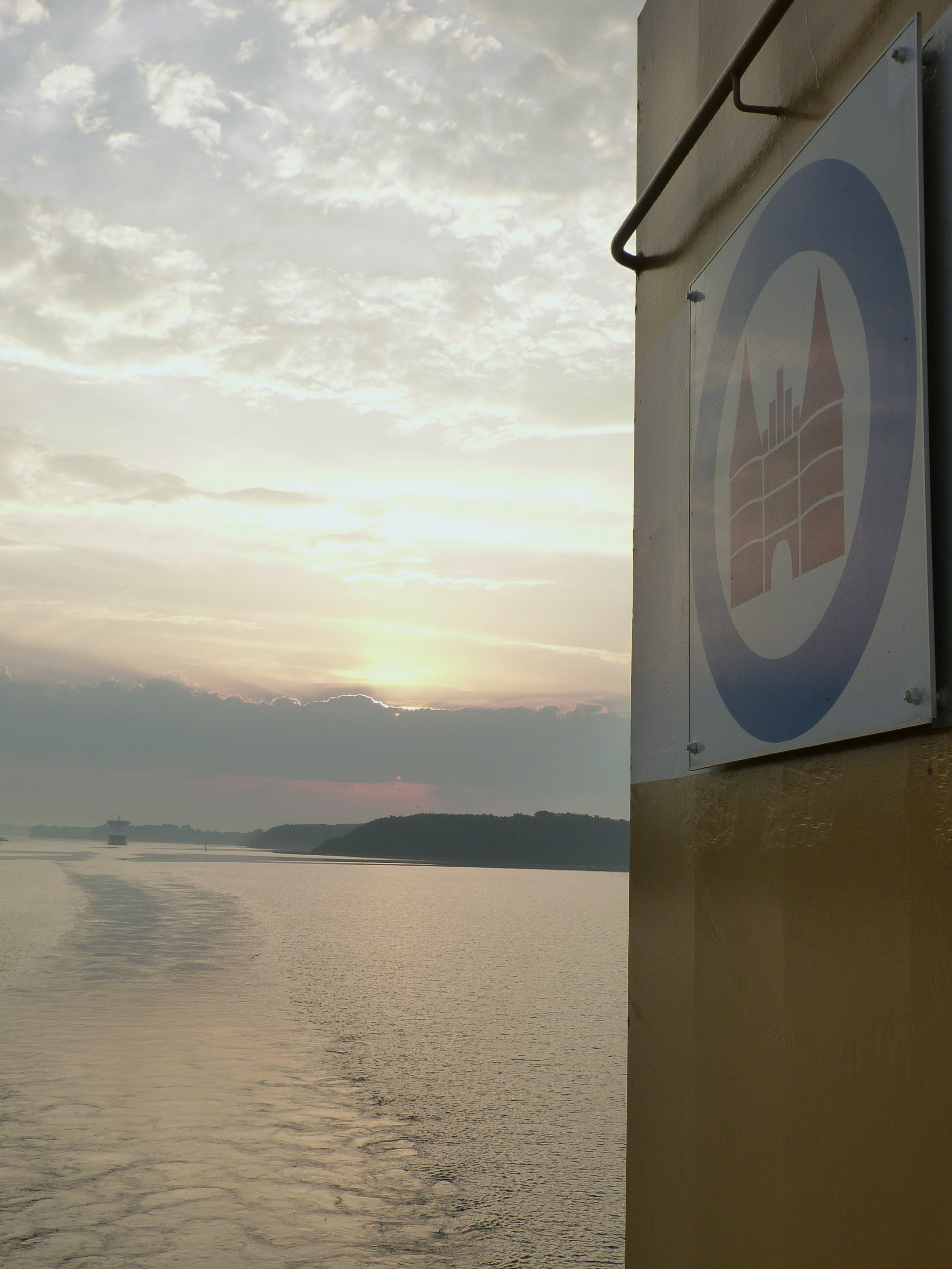
Das Firmenwappen, das Holstentor, ziert den Schornstein aller Lehmann-Schiffe

Das Unternehmen wurde unter dem Namen Lübecker Stauereikontor Hans Lehmann am 1. April 1926 gegründet. Zwischen 1953 und 1957 betrieb die Reederei mit dem Passagierschiff Dania den Liniendienst Travemünde–Kopenhagen–Helsingborg.
Firmensitz ist seit Gründung die Hansestadt Lübeck. Die Hans Lehmann KG ist heute das Mutterunternehmen der Unternehmensgruppe Lehmann mit verschiedenen Tochterunternehmen.

### Tochterunternehmen und Beteiligungen
- Reederei Lehmann GmbH & Co. KG
- Lehmann GmbH
- LMT Lehmann Massengut-Terminal GmbH

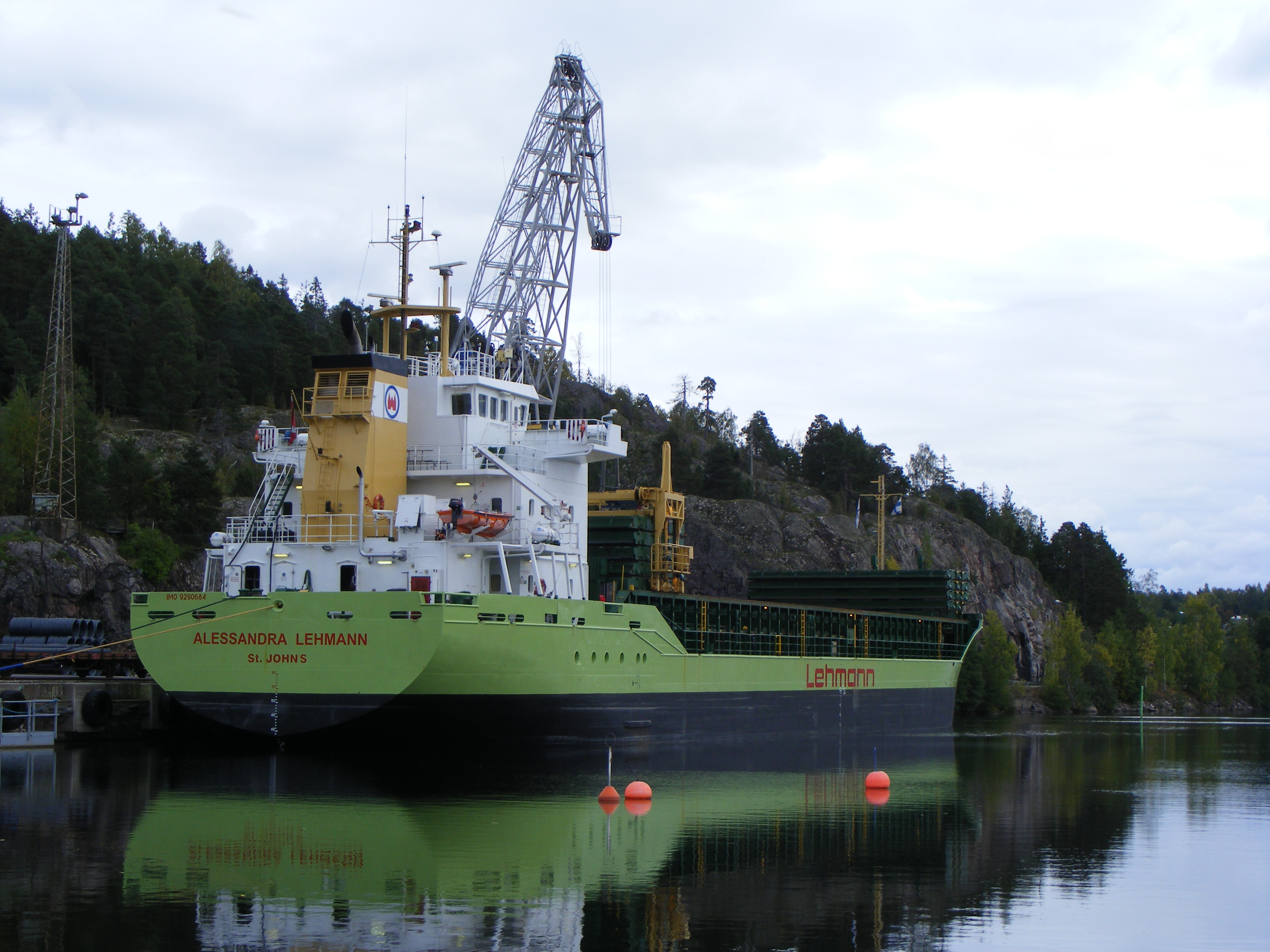
Alessandra Lehmann im Hafen von Skuru (Finnland)

- MUT Multi-Umschlag-Terminal-GmbH
- Hansefrischbeton GmbH & Co. KG
- Zementwerk Lübeck GmbH & Co. KG
- OnePlus Logistics GmbH & Co. KG

## Reederei Lehmann GmbH & Co. KG
Das Unternehmen bereedert seit den 1950er Jahren Schiffe. anfangs mit grünen Schiffen und zunächst vorrangig in der europäischen Küstenfahrt. Es unterhält kleine Massengutfrachter, die europaweit eingesetzt werden, Schwerpunkt ist Nordeuropa. Nach Verkauf eines Schiffes wird dessen Name zumeist an ein neues vergeben. So gab es beispielsweise bisher mindestens vier Schiffe mit den Namen Ina Lehmann oder Siegfried Lehmann.

### Flotte

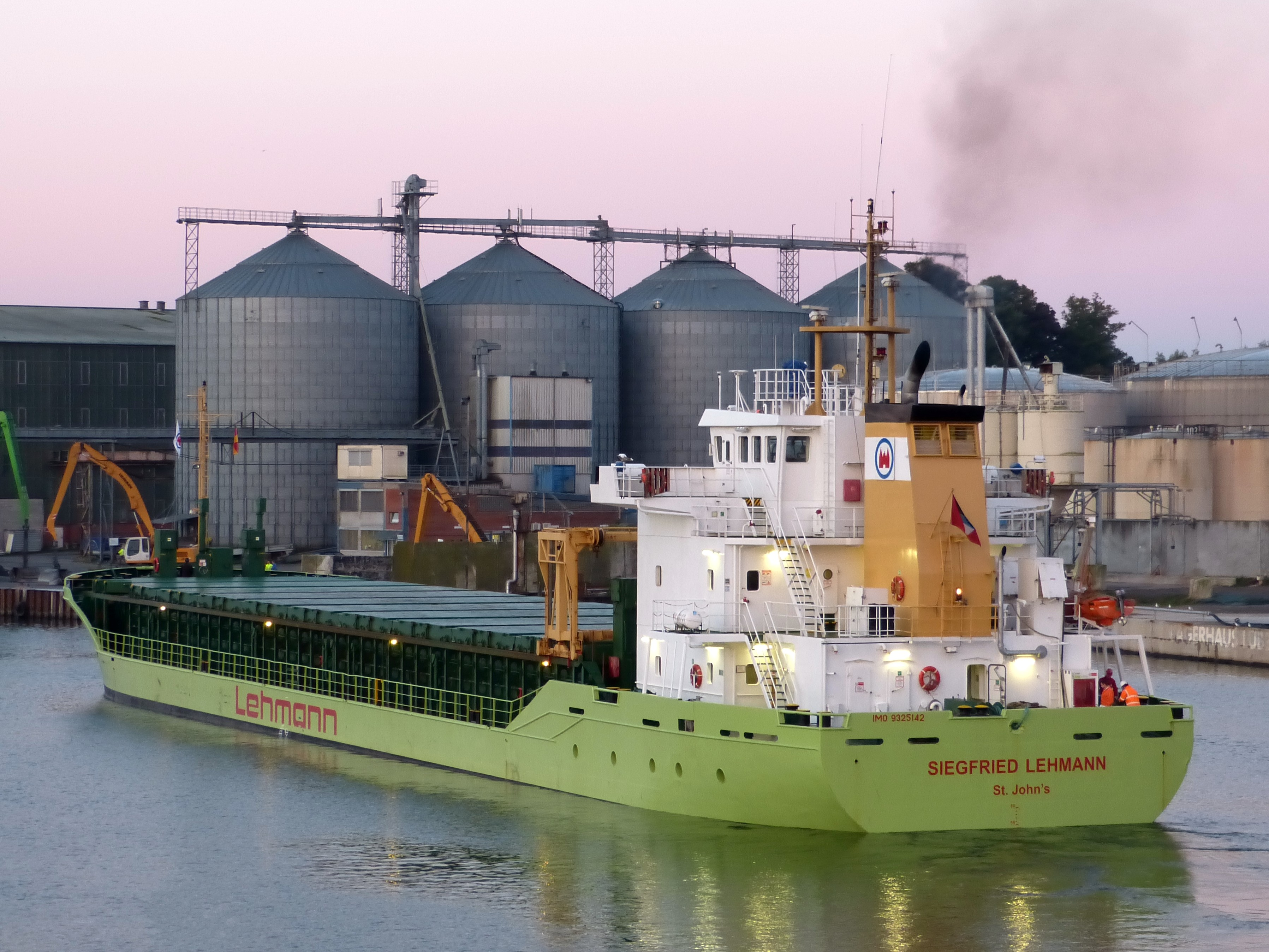
Siegfried Lehmann am Lagerhaus in Lübeck

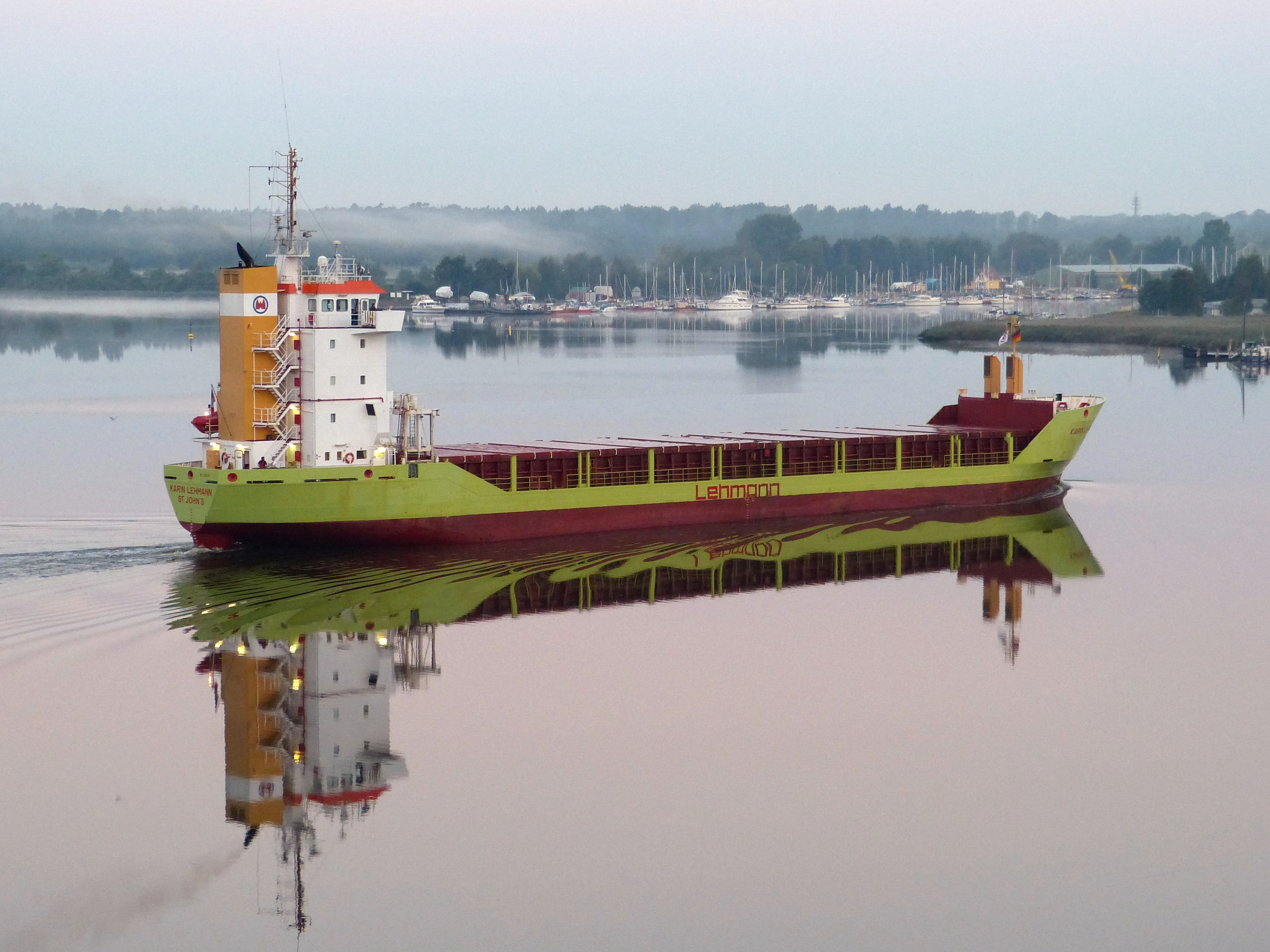
Karin Lehmann passiert den Lehmannkai 2 traveaufwärts

#### Eigene Schiffe (Stand: Herbst 2017)
| Name               | IMO     | Baujahr | Bauwerft             | Länge (Lüa) | Vermessung (BRZ) | DWAT (Sommer) |
| ------------------ | ------- | ------- | -------------------- | ----------- | ---------------- | ------------- |
| Anna Lehmann       | 9225562 | 2000    | FSW Frisian Shipyard | 89,72 m     | 2820             | 4071 t        |
| Karin Lehmann      | 9225574 | 2000    | FSW Frisian Shipyard | 89,72 m     | 2820             | 4071 t        |
| Mai Lehmann        | 9196175 | 1999    | Bodewes Shipyard     | 90,44 m     | 2774             | 4134 t        |
| Alessandra Lehmann | 9290684 | 2004    | Bodewes Shipyard     | 89,98 m     | 3183             | 4508 t        |
| Lisa Lehmann       | 9325130 | 2004    | Bodewes Shipyard     | 89,98 m     | 3183             | 4508 t        |
| Siegfried Lehmann  | 9325142 | 2005    | Bodewes Shipyard     | 89,98 m     | 3183             | 4508 t        |
| Ina Lehmann        | 9805427 | 2017    | Royal Bodewes        | 89,98 m     | 3450             | 4800 t        |
| Heike Lehmann      | 9805439 | 2020    | Royal Bodewes        | 89,98 m     | 3450             | 4800 t        |

#### Zeitcharter und Befrachtungsmanagement (Stand: August 2017)
| Name | Baujahr | Bauwerft             | Länge (Lüa) | Vermessung (BRZ) | DWAT (Sommer) |
| ---- | ------- | -------------------- | ----------- | ---------------- | ------------- |
| Emma | 2004    | Volharding Shipyards | 104,55 m    | 3289             | 5745 t        |
| Nina | 2004    | Volharding Shipyards | 104,55 m    | 3289             | 5745 t        |

## Lehmann GmbH
Dieser Unternehmensteil ist als Hafendienstleister tätig und betreibt in Lübeck vier Hafenanlagen:

### Terminals
Die Lehmannkais 1 bis 4 sowie das CTL Cargo Terminal Lehmann liegen am nördlichen Ufer der Trave in den Stadtteilen Lübeck-Siems und Lübeck-Herrenwyk.

2019 wurden an den Lehmann-Terminals insgesamt rund 2,3 Mio. Tonnen Güter umgeschlagen.

#### Lehmannkai 1

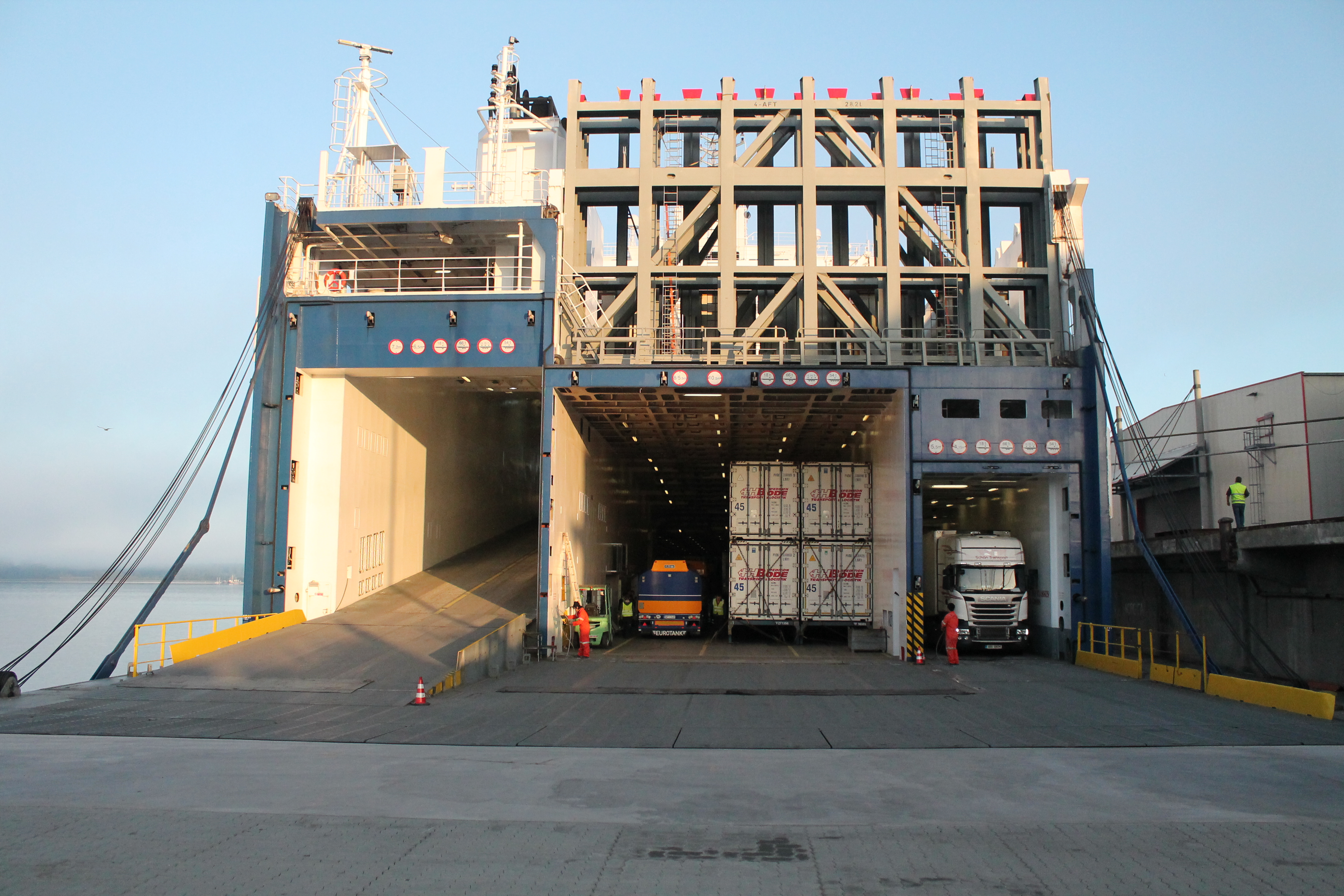
RoRo-Umschlag am Lehmannkai 2

Der Lehmannkai 1 nordwestlich des Herrentunnels im Stadtteil Kücknitz Ortsteil Siems schlägt hauptsächlich Forstprodukte (z. B. Zellulose) um. Auf seine Gelände befinden sich zudem ein Betonwerk und ein Brennstofftanklager.

| Kailänge | Anzahl Liegeplätze | Umschlagarten | Verkehrs- und Lagerfläche | Lagerhauskapazität |
| -------- | ------------------ | ------------- | ------------------------- | ------------------ |
| 300 m    | 2                  | LoLo / RoRo   | 62.500 m²                 | 8.000 m²           |

#### Lehmannkai 2
Der Lehmannkai 2 östlich des Herrentunnels im Stadtteil Kücknitz Ortsteil Herrenwyk schlägt hauptsächlich rollende Ladung wie Sattelauflieger, Neufahrzeuge und Baumaschinen sowie Papierrollen um.

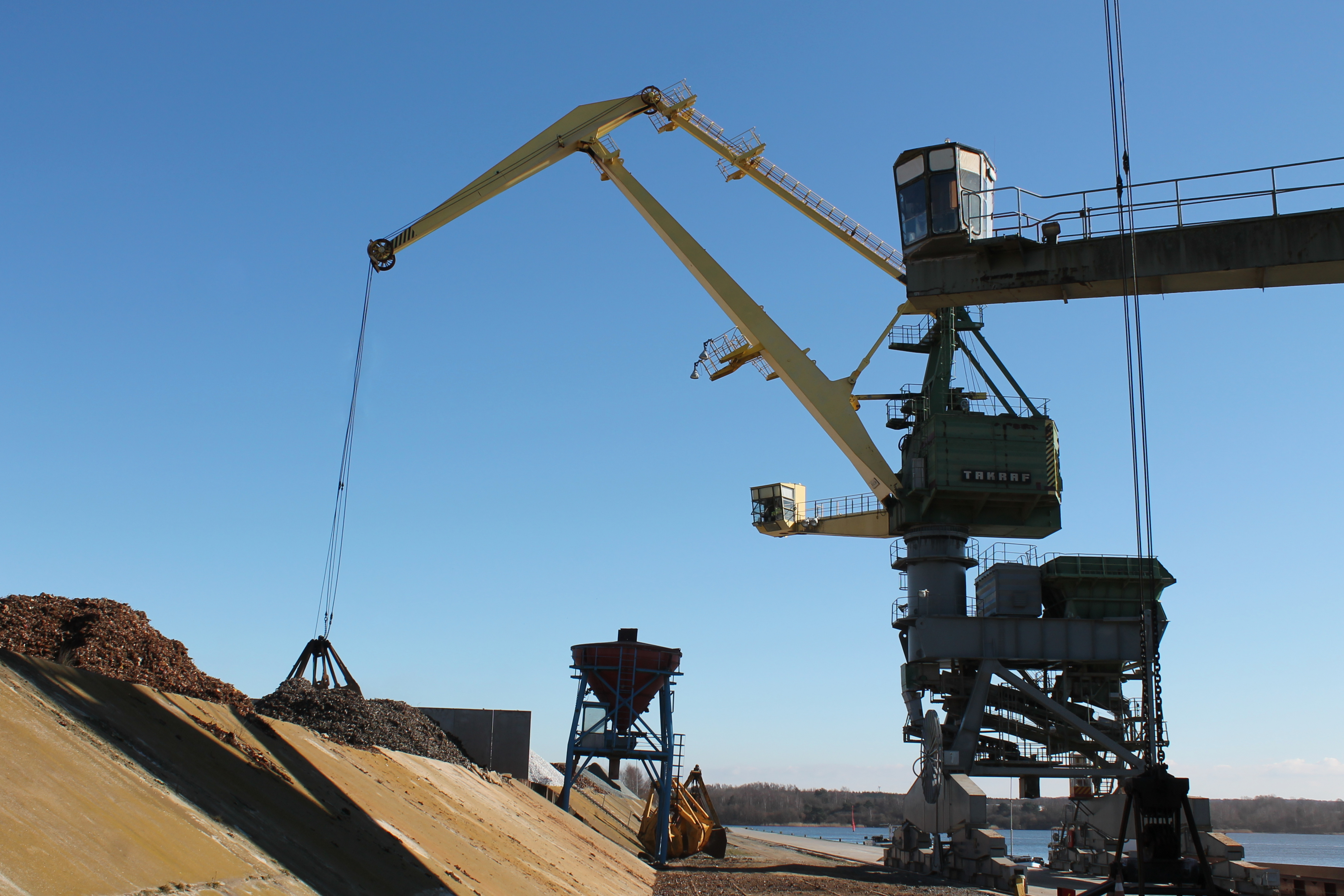
Schrottumschlag am Lehmannkai 3

| Kailänge | Anzahl Liegeplätze | Umschlagarten | Verkehrs- und Lagerfläche | Lagerhauskapazität |
| -------- | ------------------ | ------------- | ------------------------- | ------------------ |
| 755 m    | 3                  | LoLo / RoRo   | 270.000 m²                | 39.000 m²          |

#### Lehmannkai 3
Der Lehmannkai 3 im Stadtteil Kücknitz Ortsteil Herrenwyk schlägt hauptsächlich Schüttgüter wie Splitt und Hüttensand sowie Roheisen um. 
| Kailänge | Anzahl Liegeplätze | Umschlagarten | Verkehrs- und Lagerfläche | Lagerhauskapazität |
| -------- | ------------------ | ------------- | ------------------------- | ------------------ |
| 550 m    | 4                  | LoLo          | 90.000 m²                 | -                  |

#### Lehmannkai 4
Der Lehmannkai 4 gegenüber von Gothmund im Stadtteil Kücknitz Ortsteil Siems schlägt hauptsächlich Schüttgüter wie Düngemittel um.

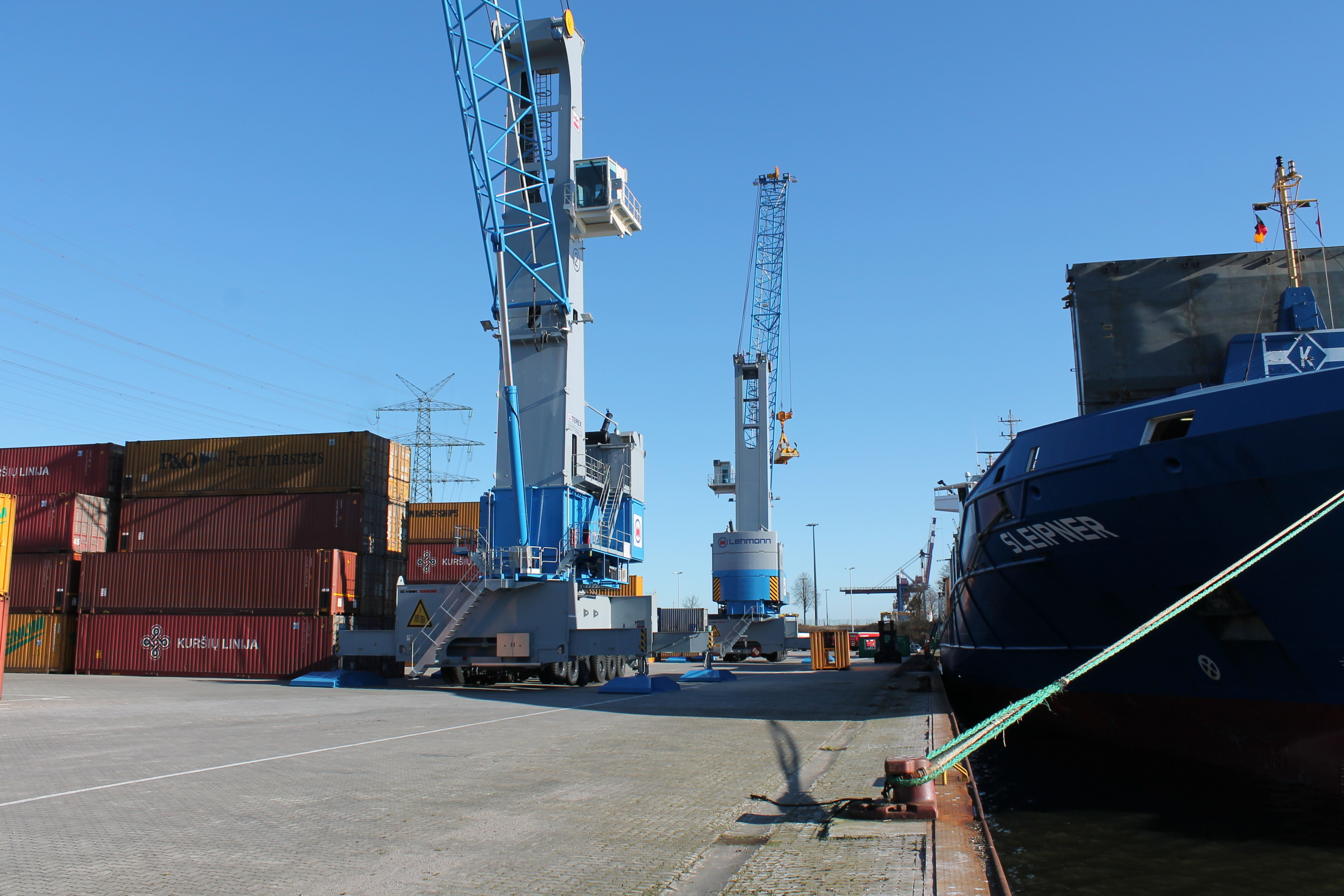
Containerumschlag am CTL

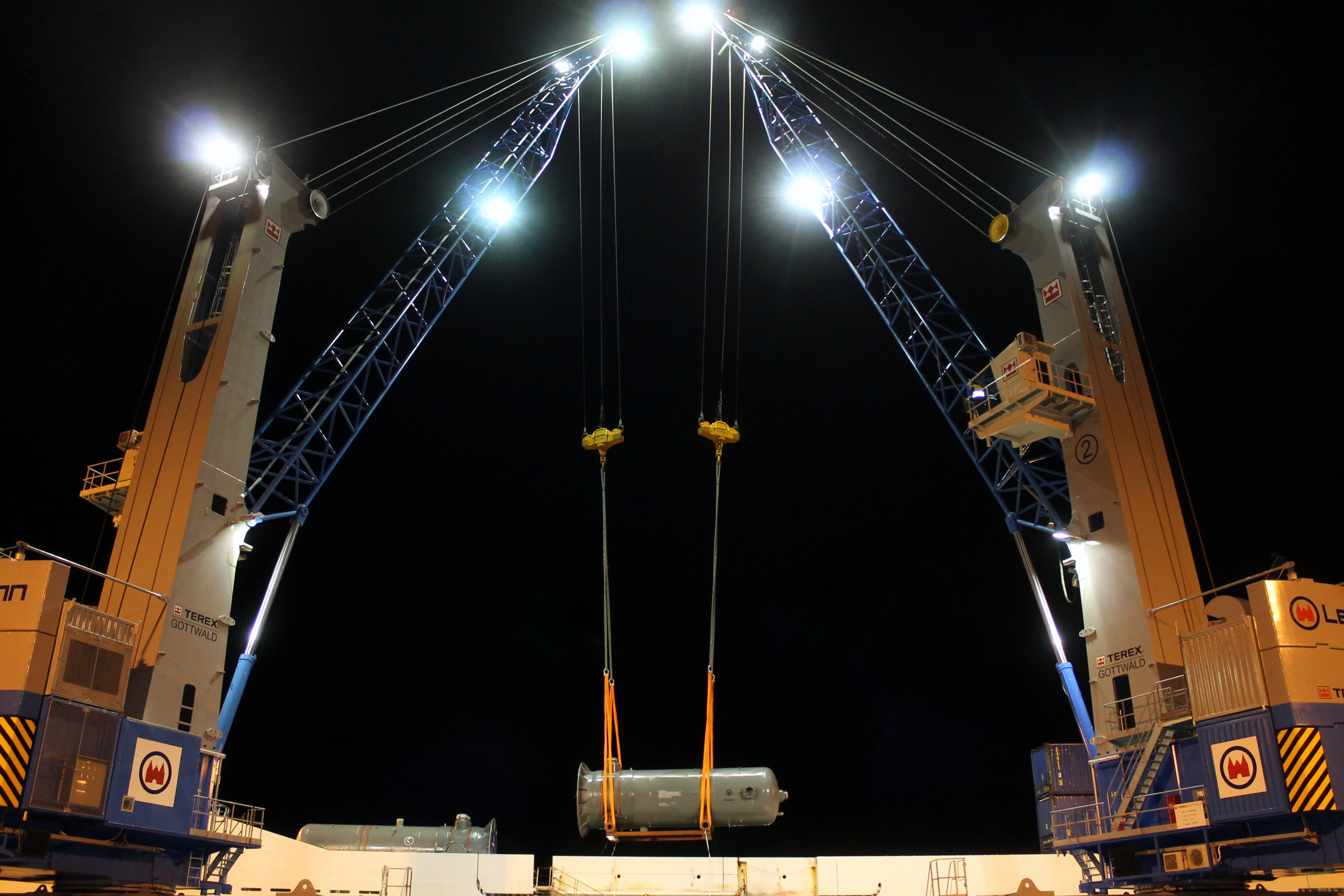
Schwergutumschlag am CTL

| Kailänge | Anzahl Liegeplätze | Umschlagarten | Verkehrs- und Lagerfläche | Lagerhauskapazität |
| -------- | ------------------ | ------------- | ------------------------- | ------------------ |
| 220 m    | 1                  | LoLo          | 10.000 m²                 | -                  |

#### CTL - Cargo Terminal Lehmann
Das CTL (ehemals Container Terminal Lübeck) nordwestlich des Herrentunnels im Stadtteil Kücknitz Ortsteil Siems schlägt hauptsächlich Container und Projektladung um. Außerdem werden Sattelauflieger im Kombinierten Verkehr umgeschlagen.
| Kailänge | Anzahl Liegeplätze | Umschlagarten | Verkehrs- und Lagerfläche | Lagerhauskapazität |
| -------- | ------------------ | ------------- | ------------------------- | ------------------ |
| 300 m    | 2                  | LoLo / RoRo   | 80.000 m²                 | -                  |

## Mitgliedschaften
- Vereinigung Lübecker Schiffsmakler und Schiffsagenten e.V.
- Gesamtverband Schleswig-Holsteinischer Häfen e.V.
- Güterverkehrszentrum Lübeck e.V.
- BIMCO - The Baltic and International Maritime Council
- SPC - ShortSeaShipping Inland Waterway Promotion Center